# Catharina Nilsson-Gehlin
Yvonne Catharina Vera Nilsson-Gehlin, född Nilsson den 24 januari 1922 i Paris, död 29 mars 2015 i Stockholm, var en svensk modernistisk målare och tecknare.

## Biografi
Som dotter till Vera Nilsson var det självklart för Catharina Nilsson-Gehlin att hon skulle bli konstnär. Som 20-åring började hon studera på Otte Skölds målarskola i Stockholm och fortsatte därefter till Isaac Grünewalds målarskola. Vid 21 års ålder kom hon in på Konsthögskolan i Stockholm, där Sven X-et Erixon var professor. Hon gick ut 1948 och deltog i sin första utställning året därpå, samlingsutställningen Ung konst på Galleri Färg och Form i Stockholm. Redan 1948 fick hon sitt första uppdrag, en freskmålning i det som då var Statens hantverksinstitut i Stockholm.
Under akademitiden träffade Catharina Nilsson-Gehlin kurskamraten Nils Gehlin, som skulle bli hennes make. Tillsammans reste de till södra Europa för att få inspiration. Under 1950-talet vistades de i Provence och under 1960-talet i Italien, särskilt i Pietrasanta i Toscana, som är känt för sina marmorbrott och där Michelangelo under renässansen valde stenblock för sina skulpturer. Hon arbetade främst i akvarell med motiv som från och med 1968 ibland översattes till vävteknik.
Även Öland blev en betydelsefull inspirationsmiljö för Catharina Nilsson-Gehlin, liksom den karga naturen vid sommarhuset i Skäret nära Höganäs i Skåne. Hennes konst närmar sig oftast naturen, i landskap och miljöbilder där motiven sällan är förankrade i en särskild tidsperiod. Liksom sin mor blev hon tidigt en skicklig kolorist med känslighet för valörer och nyanser.
Catharina Nilsson-Gehlins första separatutställning hölls 1955 på Galleri Färg och Form i Stockholm. De flesta av hennes separatutställningar ägde dock rum under 1960-talet: 1965 på Konstnärshuset i Stockholm, året därpå vid Ljusdals Museum och 1967 på Gummesons konstgalleri i Stockholm. Senare visades hennes konst både i Malmö, Borås och Eskilstuna. På Ölands Museum Himmelsberga hade hon en separatutställningen så sent som 2011.
Catharina Nilsson-Gehlins konst finns i samlingarna på Moderna museet i Stockholm, Malmö konstmuseum, Helsingborgs stads samlingar och Eskilstuna konstmuseum. Textila verk av henne finns vid Sveriges ambassad i Dublin och vid Kungl. Lantbrukshögskolan i Uppsala. I hennes brevsamling vid Kungliga biblioteket i Stockholm finns 34 brev från Liv Derkert, Carlo Derkert, Siri Derkert och Sara Dersand samt teckningar och telegram.
Som dotter till en av den svenska modernismens viktigaste kvinnliga förgrundsgestalter hade Catharina Nilsson-Gehlin en speciell position i det svenska och särskilt det Stockholmsbaserade konstfältet. Genom maken Nils Gehlin och svärföräldrarna Hugo Gehlin och Esther Gehlin var hon också i kontinuerlig kontakt med konstfältet i Skåne och Danmark under 1900-talets mitt.
Catharina Nilsson-Gehlin dog 2015 och hennes grav finns på Raus kyrkogård utanför Helsingborg.